# Passage Saint-Martin
Le passage Saint-Martin, est une voie de circulation de la ville de Colmar, en France.

## Situation et accès
Cette voie de circulation, d'une longueur de 35 m, se trouve dans le quartier centre.
On y accède par les rues Saint-Nicolas et des Serruriers.
Cette voie n'est pas desservie par les bus de la TRACE.